# Municipio Metropolitano de Tshwane
Tshwane (en inglés: City of Tshwane) es un municipio metropolitano de la provincia de Gauteng, Sudáfrica. En él están incluidas las ciudades de Pretoria, la capital de Sudáfrica, y otras como Ga-Rankuwa y Centurion.
El  municipio se creó a partir de 13 antiguas ciudades y concejos locales el 5 de diciembre de 2000, de los que sólo Pretoria y Centurion no son de mayoría negra. Abarca un área de 6298 km² con una población de 2,9 millones de habitantes, de los que el 72% son negros, un 24 % blancos y el restante 4% está formado por "coloureds" y asiáticos.

## Localidades principales
Según el censo de 2011 el municipio contiene las siguientes localidades:
| Localidad        | Código | Sup. (km²) | Población | Idioma principal                 |
| ---------------- | ------ | ---------- | --------- | -------------------------------- |
| Akasia           | 799037 | 80.84      | 59,455    | Tswana, Afrikáans                |
| Atteridgeville   | 799056 | 9.84       | 64,425    | Sesotho sa leboa, Ndebele        |
| Baviaanspoort    | 799045 | 13.85      | 2,456     | Afrikáans                        |
| Bon Accord       | 799036 | 15.85      | 2,270     | Afrikáans                        |
| Boschkop         | 799067 | 29.28      | 623       | Ndebele, Afrikáans               |
| Bronkhorstspruit | 799072 | 34.00      | 12,470    | Afrikáans                        |
| Bultfontein      | 799013 | 92.48      | 2,147     | Afrikáans                        |
| Centurion        | 799059 | 394.88     | 236,580   | Afrikáans                        |
| Cullinan         | 799049 | 55.66      | 8,693     | Afrikáans                        |
| Dilopye          | 799025 | 7.45       | 3,874     | Tswana                           |
| Donkerhoek       | 799051 | 22.33      | 3,472     | Sesotho sa leboa                 |
| Eersterus        | 799047 | 6.05       | 29,676    | Afrikáans                        |
| Ekangala         | 799054 | 46.05      | 48,493    | Zulú, Ndebele                    |
| Ga-Rankuwa       | 799034 | 52.18      | 90,945    | Tswana                           |
| Haakdoornboom    | 799020 | 101.60     | 4,309     | Afrikáans                        |
| Hammanskraal     | 799012 | 7.60       | 21,345    | Tswana, Ndebele                  |
| Hebron           | 799033 | 1.02       | 2,321     | Tswana                           |
| Kameeldrift      | 799043 | 32.76      | 6,727     | Sesotho sa leboa, Afrikáans      |
| Kekana Garden    | 799010 | 2.61       | 15,709    | Sesotho sa leboa                 |
| Kungwini Part 2  | 799065 | 8.60       | 8,738     | Afrikáans, Inglés                |
| Laudium          | 799058 | 6.07       | 19,102    | Inglés                           |
| Mabopane         | 799080 | 42.2       | 110,972   | Tswana                           |
| Majaneng         | 799004 | 5.79       | 9,972     | Tswana, Sesotho sa leboa, Tsonga |
| Mamelodi         | 799046 | 45.19      | 334,577   | Sesotho sa leboa, Zulú, Tsonga   |
| Mandela Village  | 799011 | 3.72       | 7,305     | Tswana, Tsonga, Sesotho sa leboa |
| Marokolong       | 799009 | 6.65       | 17,455    | Tswana, Sesotho sa leboa, Tsonga |
| Mashemong        | 799005 | 5.55       | 14,118    | Tswana, Sesotho sa leboa, Tsonga |
| Mooiplaas        | 799052 | 56.69      | 14,979    | Sesotho sa leboa, Otros, Tsonga  |
| Nellmapius       | 799053 | 13.03      | 56,111    | Sesotho sa leboa, Zulú           |
| New Eersterus    | 799023 | 23.64      | 35,059    | Tswana, Sesotho sa leboa, Tsonga |
| Olievenhoutbos   | 799078 | 11.39      | 70,863    | Sesotho sa leboa                 |
| Onverwacht       | 799028 | 1.24       | 1,518     | Afrikáans, Sesotho sa leboa      |
| Pretoria         | 799035 | 687.54     | 741,651   | Afrikáans                        |
| Ramotse          | 799002 | 6.00       | 15,760    | Tswana, Sesotho sa leboa, Tsonga |
| Rayton           | 799050 | 145.99     | 8,166     | Afrikáans                        |
| Refilwe          | 799048 | 2.22       | 19757     | Sesotho sa leboa                 |
| Rethabiseng      | 799055 | 1.75       | 10,964    | Zulú, Ndebele, Sesotho sa leboa  |
| Roodepoort B     | 799062 | 24.33      | 1,915     | Afrikáans                        |
| Saulsville       | 799057 | 8.66       | 105,208   | Sesotho sa leboa                 |
| Soshanguve       | 799021 | 126.77     | 403,162   | Sesotho sa leboa                 |
| Soutpan          | 799022 | 12.75      | 2,157     | Tsonga,Tswana, Sesotho sa leboa  |
| Stinkwater       | 799024 | 0.13       | 39201     | Tswana, Tsonga, Sesotho sa leboa |
| Suurman          | 799007 | 126.77     | 11,071    | Tswana, Tsonga, Sesotho sa leboa |
| Temba            | 799008 | 21.81      | 58,431    | Tswana, Sesotho sa leboa, Tsonga |
| Thembisile       | 799038 | 1.98       | 1,809     | Ndebele                          |
| Tierpoort        | 799075 | 32.14      | 1,167     | Afrikáans                        |
| Tsebe            | 799032 | 4.34       | 2,702     | Tswana, Ndebele                  |
| Tshwane NU       | 799026 | 3126.37    | 16,831    | Ndebele, Afrikáans               |
| Vaalbank         | 799064 | 50.98      | 1,458     | Afrikáans, Ndebele               |
| Waterval         | 799019 | 62.99      | 2,517     | Afrikáans                        |
| Winterveld       | 799029 | 104.52     | 120,826   | Tsonga, Tswana, Zulú             |
| Zithobeni        | 799038 | 3.86       | 22,434    | Ndebele                          |
| Zwavelpoort      | 799066 | 37.50      | 1,148     | Afrikáans                        |